# GET REAL!
«GET REAL!» — десятий студійний альбом Math the Band. Альбом вийшов у листопаді 2012 року, альбом включає в себе 16 пісень, до 13 з яких були відзняті відеокліпи.
Стиль музики визначено як нінтендо рок.

## Список композицій
- 1.Positive Stress 02:33
- 2.Bad Jokes 02:05
- 3.Mission Statement 01:59
- 4.I Hope You Die 01:58
- 5.Stay Real (Sock it to me Satan) 02:57
- 6.Guts 02:35
- 7.Hey Alright 01:52
- 8.Down 02:41
- 9.Four to Six 02:22
- 10.Nahh 01:32
- 11.Brand New Physics 03:25
- 12.Dead Physical 02:00
- 13.One 45 01:53
- 14.Get Real 02:15
- 15.Horses 02:34
- 16.The First Ten Years 03:52

## Кліпи
- 2011 Four to Six
- 2012 Positive Stress
- 2012 Bad Jokes
- 2012 Mission Statement
- 2012 I Hope You Die
- 2012 Stay Real (Sock it to me Satan)
- 2012 Guts
- 2012 Hey Alright
- 2012 Down
- 2012 Nahh
- 2012 Brand New Physics
- 2012 Get Real
- 2012 Horses